# Lybius melanopterus
Lybius melanopterus là một loài chim trong họ Lybiidae.

## Tham khảo

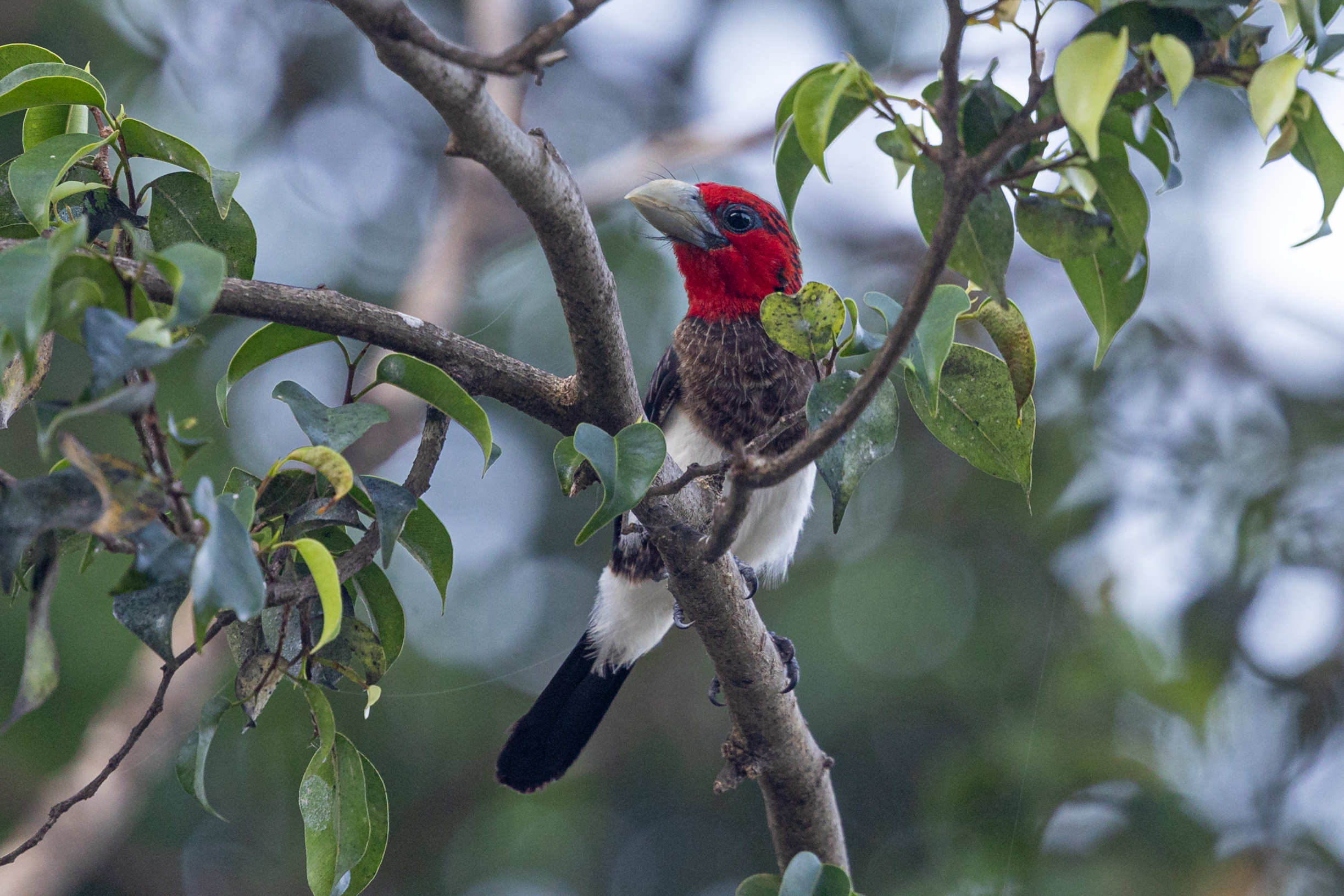
Lybius melanopterus